# جغد پابرهنه
جغد پابرهنه (نام علمی: Gymnoglaux lawrencii) نام یک گونه از تیره جغد معمولی است.